# Sítař
Sítař čili řešetář je staré řemeslo, jehož provozovatel vyráběl síta, ale i tkací hřebeny. Síta vyráběl z vlasů či strun, a to včetně dřevěných součástí. Vzniklá sítovina se používala v zemědělství pro čištění nebo třídění obilí, přesívání mouky apod. Šlo například o výsevky, říčice, ohrabečnice, a další. Původní ruční výrobu sítoviny později převzal průmysl a stroje.